# 유석현 (영화 감독)
유석현(柳錫鉉, 1994년 5월 6일 ~ )는 대한민국의 영화 감독이다.

## 생애
1994년, 서울특별시에서 태어났으며 서울예술대학교 영화과에 재학 중이다.

## 작품 목록
- 《불편한 시선, 불편한 진실》- 다큐멘터리 (2011년)

## 수상 내역
- 2011년 "불편한 시선, 불편한 진실" DMZ국제다큐멘터리영화제 최우수